# Giancarlo Camolese

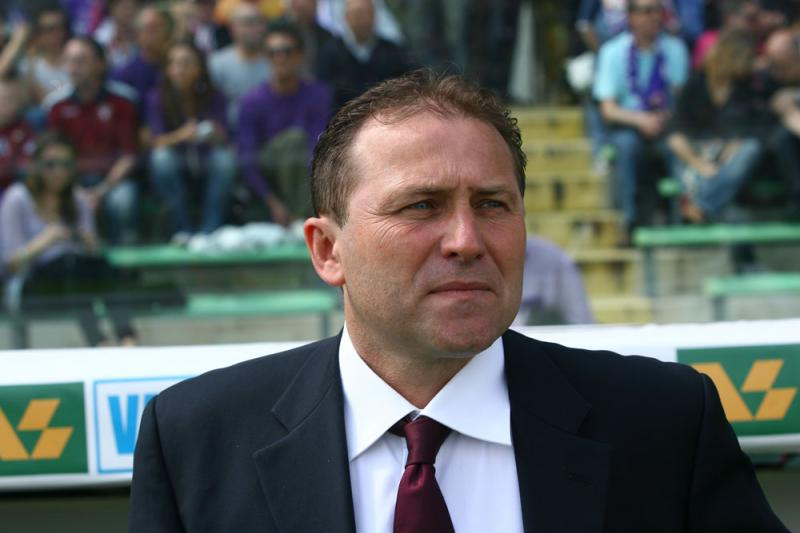

Giancarlo Camolese (* 25. Februar 1961 in Turin) ist ein ehemaliger italienischer Fußballspieler und heutiger -trainer.

## Spielerkarriere
Camolese begann mit dem Fußballspielen bei der Unione Sportiva in seinem Heimatort San Mauro Torinese. Von hier kam er mit 13 Jahren zur AC Turin, bei der er in der Saison 1978/79 zum Profikader gehörte, jedoch in der Liga nicht eingesetzt wurde. Der Mittelfeldakteur war anschließend in Biella, Reggio Calabria, Alessandria, Rom, Padua, Vicenza und Tarent tätig, ehe er seine Karriere in Savigliano ausklingen ließ. Dort begann er auch als Jugendtrainer.

## Trainerkarriere
Bei der AC Turin wurde er in der Saison 2000/01 Nachfolger von Luigi Simoni und beendete die Spielzeit als Meister der Serie B mit dem Wiederaufstieg in die höchste Spielklasse. Hier führte er Turin in der folgenden Saison auf Platz elf und in den UI-Cup. Nach vier Auftaktniederlagen in der Saison 2002/03 wurde er hier im Oktober 2002 entlassen.
In der Saison 2003/04 wurde Camolese als Nachfolger von Franco Colomba zum Trainer von Reggina Calcio berufen. Er rettete das Team vor dem Abstieg aus der Serie A, sein Vertrag wurde jedoch nicht verlängert.
Im Jahr 2005 übernahm er in der Serie B das Traineramt bei Vicenza, der Mannschaft, deren Kapitän er in der Drittligasaison 1990/91 gewesen war. Auch dieses Team rettete Camolese, erst am letzten Spieltag, vor dem Abstieg. 
In der Saison 2006/07 musste er nach einem desaströsen Saisonauftakt mit nur einem Punkt aus fünf Partien seinen Arbeitsplatz für Angelo Gregucci räumen.
Am 10. Oktober 2007 verpflichtete ihn der damalige Tabellenletzte der Serie A, die AS Livorno, als Nachfolger von Fernando Orsi. Als Livorno am 35. Spieltag dieser Saison jedoch erneut auf den letzten Tabellenplatz abrutschte wurde Camolese entlassen und durch seinen Vorgänger Orsi ersetzt.
Am 24. März 2009 wurde er als Nachfolger des entlassenen Walter Novellino zum Cheftrainer des FC Turin ernannt. Nach nur drei Monaten und dem Abstieg in die Serie B wurde er wieder des Amtes enthoben und durch Stefano Colantuono ersetzt.